# Elecciones generales de Tokelau de 2008
Elecciones parlamentarias tuvieron lugar en Tokelau el 17, 18 y 19 de enero de 2008.

## Resultados
| Candidatos | Escaños |
| --- | ------- |
| Independientes | 20      |
| Total | 20      |
| Fuente: kriss.net (enlace roto disponible en Internet Archive; véase el historial, la primera versión y la última). |         |